# 美冠鸢尾属
美冠鸢尾属（学名：Radinosiphon）是鸢尾科的一个属，是种开花植物，于1932年首次被描述为一个属。它原产于非洲南部和东南部。
本属拉丁学名来源于希腊语radinosus（意为“细长”）和siphon（意为“管”）。

## 下属物种
本属共有2种：
- 美冠鸢尾 Radinosiphon leptostachya (Baker) N.E.Br. - 坦桑尼亚、马拉维、莫桑比克、津巴布韦、斯威士兰、南非东北部
- Radinosiphon lomatensis (N.E.Br.) N.E.Br. - 南非姆普马兰加省